# Stadio Partenopeo
Stadio Partenopeo, také známí jako Stadio Giorgio Ascarelli byl víceúčelový stadion v italském městě Neapol, v regionu Kampánie.

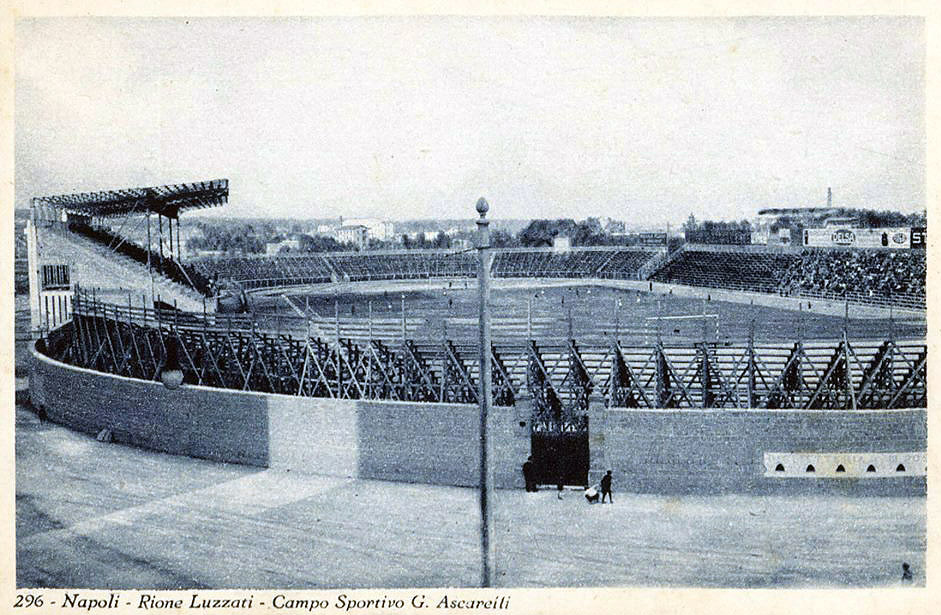

## Historie
Stadion navrhl Amedeo D'Albora na objednávku Giorgia Ascarelliho, prvního prezidenta klubu Neapol. Byl postaven v blízkosti oblasti známé jako Rione Luzzatti, poblíž hlavního nádraží. Tribuny byly postaveny ze dřeva. Zpočátku byl stadion nazýván jako Stadio Vesuvio a mohlo pojmout 20 000 diváků. Práce byly zcela financovány bohatým textilním průmyslníkem židovského původu Ascarellim, který z něj učinil první a zatím jediný stadion vlastněný klubem po více než devadesáti letech.
První zápas byl odehrán 16. února 1930 když nastoupil Neapol s Triestinou (4:1). Po třech týdnech prezident Ascarelli zemřel a na jeho památku byl stadion pojmenován po něm a stal se Stadio Giorgio Ascarelli. S ohledem na MS 1934 byl stadion přejmenované na Stadio Partenopeo. Byl zcela přestavěn ze železobetonu a kapacita se zvýšila na 40 000 diváků.
V roce 1942 byl stadion srovnán se zemí spojeneckými nálety. Poté se ze stadionu stalo smetištěm trosek okolních budov rovněž zasažených bombardováním. Poté se stalo bydliště místních bezdomovců, kteří proměnili stadion v nenávratnou ruinu. Poté, co byl také předmětem opakovaného rabování, bylo rozhodnuto stadion úplně zbourat a jediný důkaz o jeho existenci nyní zůstává pouze ve jménu, které si s oblibou vzala a udržuje blízká čtvrť domů zvaná Rione Ascarelli.

## Zápasy

### Mistrovství světa

#### Mistrovství světa ve fotbale 1934
- Maďarsko –  Egypt 4:2 (1. kolo) 27. května
- Německo –  Rakousko 3:2 (o 3. místo) 7. června